# Hundegäddevattnet (Herrestads socken, Bohuslän)
Hundegäddevattnet är en sjö i Uddevalla kommun i Bohuslän och ingår i Bäveåns huvudavrinningsområde.